# Giesztowty
Giesztowty (biał. Гештаўты; ros. Гештовты) – chutor na Białorusi, w obwodzie grodzieńskim, w rejonie werenowskim, w sielsowiecie Bolciszki.
Dawniej okolica szlachecka. W XIX w. zamieszkałe wyłącznie przez katolików. W dwudziestoleciu międzywojennym leżały w Polsce, w województwie nowogródzkim, w powiecie lidzkim, w gminie Raduń.